# الحركة الشعبية الجزائرية
الحركة الشعبية الجزائرية حزب جزائري أسسه السياسي والوزير الجزائري عمارة بن يونس سنة 2012 وخاض به الانتخابات التشريعية والبلدية ولديه نواب في البرلمان الجزائري.

## البرنامج والتوجه
توجه الحزب ليبرالي يدعو إلى المساواة بن أبناء الجزائر دون التفريق بين انتمائهم الثقافي والديني والسياسي والمشاركة السياسية من أجل بناء الوطن ويعتبره الكثيرون المنافس والخصم المقبل لحزب الأرسيدي في منطقة ه والحاضن للمنشقين والمفصولين عن الارسيدي منه وهذا ما تجلى في الانتخابات الأخيرة التي حقق فيها نتائج مبهرة ومقبولة.